# Ondřej
Ondřej (IPA: ˈɔndr̝ɛj) ist ein männlicher Vorname. Er ist die tschechische Form des Namens Andreas.

## Namensträger
- Ondřej Adámek (* 1979), tschechischer Komponist und Dirigent
- Ondřej Bank (* 1980), tschechischer Skirennläufer
- Ondřej Berka (* 1987), tschechischer Fußballschiedsrichter
- Ondřej Berndt (* 1988), tschechischer Skirennläufer
- Ondřej z Brodu († 1427), tschechischer Theologe, Rektor der Karlsuniversität
- Ondřej Brousek (* 1981), tschechischer Musiker, Komponist und Schauspieler
- Ondřej Cikán (* 1985), österreichisch-tschechischer Autor, Filmregisseur, Verleger und Übersetzer
- Ondřej Čelůstka (* 1989), tschechischer Fußballspieler
- Ondřej Černý (* 1999), tschechischer Skilangläufer
- Ondřej Dostál (* 1979), tschechischer Rechtsanwalt, Hochschullehrer und Politiker
- Ondřej Exler (* 1990), tschechischer Biathlet
- Ondřej Fiala (* 1987), tschechischer Eishockeyspieler
- Ondřej Havelka (* 1954), tschechischer Sänger, Regisseur, Schauspieler und Bandleader
- Ondřej Hejma (* 1951), tschechischer Musiker und Komponist
- Ondřej Herzán (* 1981), tschechischer Fußballspieler
- Ondřej Hošek (* 1995), tschechischer Biathlet
- Ondřej Hotárek (* 1984), tschechisch-italienischer Eiskunstläufer
- Ondřej Houra (* 1989), tschechischer Unihockeyspieler
- Ondřej Hyman (* 1986), tschechischer Rennrodler
- Ondřej Kacetl (* 1990), tschechischer Eishockeytorwart
- Ondřej Karafiát (* 1994), tschechischer Fußballspieler
- Ondřej Kaše (* 1995), tschechischer Eishockeyspieler
- Ondřej Kepka (* 1969), tschechischer Filmschauspieler, Drehbuchautor, Fernsehmoderator, Fotograf und Filmregisseur
- Ondřej Kopecký (* 1998), tschechischer Leichtathlet
- Ondřej Kopřiva (* 1988), tschechischer Badmintonspieler
- Ondřej Kozák (* 1987), tschechisch-neuseeländischer Eishockeyspieler
- Ondřej Kraják (* 1991), tschechischer Fußballspieler
- Ondřej Král (* 1999), tschechischer Badmintonspieler
- Ondřej Kratěna (* 1977), tschechischer Eishockeyspieler
- Ondřej Kúdela (* 1987), tschechischer Fußballspieler
- Ondřej Lingr (* 1998), tschechischer Fußballspieler
- Ondřej Liška (* 1977), tschechischer Politiker
- Ondřej Lubas (* 1968), tschechischer Badmintonspieler
- Ondřej Mazuch (* 1989), tschechischer Fußballspieler
- Ondřej Moravec (* 1984), tschechischer Biathlet
- Ondřej Neff (* 1945), tschechischer Schriftsteller und Journalist
- Ondřej Němec (* 1984), tschechischer Eishockeyspieler
- Ondřej Palát (* 1991), tschechischer Eishockeyspieler
- Ondřej Pavelec (* 1987), tschechischer Eishockeytorwart
- Ondřej Pažout (* 1998), tschechischer Nordischer Kombinierer
- Ondřej Perušič (* 1994), tschechischer Beachvolleyballspieler
- Ondřej Petrák (* 1992), tschechischer Fußballspieler
- Ondřej Sekora (1899–1967), tschechischer Schriftsteller, Kinderbuchautor, Karikaturist, Journalist und Graphiker
- Ondřej Smetana (* 1982), tschechischer Fußballspieler- und Trainer
- Ondřej Sosenka (* 1975), tschechischer Radrennfahrer
- Ondřej Soukup (* 1951), tschechischer Musiker und Komponist
- Ondřej Starosta (* 1979), tschechischer Basketballspieler
- Ondřej Svatoš (* 1993), tschechischer Unihockeyspieler
- Ondřej Sýkora (* 1984), tschechischer Basketballtrainer
- Ondřej Synek (* 1982), tschechischer Ruderer
- Ondřej Šourek (* 1983), tschechischer Fußballspieler
- Ondřej Štěpánek (* 1979), tschechischer Kanute
- Ondřej Štursa (* 2000), tschechischer Fußballspieler
- Ondřej Štyler (* 2000), tschechischer Tennisspieler
- Ondřej Šulc (* 1983), tschechischer Handballspieler
- Ondřej Švejdík (* 1982), tschechischer Fußballspieler- und Trainer
- Ondřej Trojan (* 1959), tschechischer Filmproduzent- und Regisseur
- Ondřej Uherka (* 1991), tschechischer Squashspieler
- Ondřej Vaculík (* 1986), tschechischer Skispringer
- Ondřej Valenta (* 1973), tschechischer Skilangläufer
- Ondřej Vaněk (* 1990), tschechischer Fußballspieler
- Ondřej Vencl (* 1993), tschechischer Fußballspieler
- Ondřej Vetchý (* 1962), tschechischer Schauspieler
- Ondřej Weissmann (* 1959), tschechischer Eishockeyspieler- und Trainer
- Ondřej Zdráhala (* 1983), tschechischer Handballspieler
- Ondřej Zmrzlý (* 1999), tschechischer Fußballspieler